# 伊斯特萊克 (明尼蘇達州)
伊斯特萊克（英語：East Lake）是位於美國明尼蘇達州艾特金縣斯波爾丁鎮區的一個非建制地區。

## 地理
伊斯特萊克所處的海拔為高於海平面380米（即1247英呎），而該地所採用的時區為UTC-6，即北美中部時區（CST）。同時該地設有夏令時間，為UTC-6調快一小時，即UTC-5（CDT）。